# Franz Halder
Franz Halder (Würzburg, 30 juni 1884 – Aschau im Chiemgau, 2 april 1972) was een hoge Duitse officier (Generaloberst) in de Tweede Wereldoorlog en stafchef van het Oberkommando des Heeres.

## Jeugd
Bij de geboorte van Franz Halder in 1884 was de familie Halder al 300 jaar bij het Beierse leger. Zijn vader Maximilian Halder was kolonel bij de Reichswehr. Zijn moeder heette Mathilde Steinheil.
Na zijn middelbare school tekende hij op 14 juli 1902 bij het derde regiment "Prins Leopold" van de koninklijke Beierse veldartillerie te Amberg. Hij stond er onder bevel van zijn vader. In 1904 werd hij tot luitenant bevorderd. In 1914 studeerde hij als beste van zijn jaar af aan de militaire school.
Op 23 september 1907 huwde hij Gertrud Erl, die ook uit een militaire familie stamde. Ze kregen drie dochters.

## Eerste Wereldoorlog
In de Eerste Wereldoorlog vocht Halder zowel aan het westelijk als aan het oostelijk front. Op 14 september 1914 kreeg hij voor een gevaarlijke verkenningsopdracht het IJzeren Kruis 1914, 2e Klasse. Op 6 januari 1915 werd hij kwartiermeester van de 6. Königlich Bayerische Division. Op 9 augustus 1915 werd hij bevorderd tot Hauptmann. Op 15 december 1914 ontving hij de Orde van Militaire Verdienste van Beieren 4e klasse met zwaarden. Op 22 december 1915 ontving hij het IJzeren Kruis 1e klasse. Op 8 april 1917 het Ridderkruis der 1e Klasse van de Albrechtsorde met Zwaarden. Op 6 februari 1918 kreeg hij het Kruis voor Militaire Verdienste van Oostenrijk-Hongarije 3e Klasse met Oorlogsdecoratie voor persoonlijke dapperheid en uitstekende prestaties. Op 2 oktober 1918 ontving hij de Huisorde van Hohenzollern.

### Weimarrepubliek
In 1919 werd hij docent in tactiek voor het ministerie van landsverdediging. In 1922 werd hij bevorderd tot Major en in 1931 tot Oberst.

## Nazitijd
In januari 1933 kwamen de nazi's aan de macht. Op 17 maart 1934 werd Halder tot Generalmajor bevorderd. Op 15 oktober 1935 kreeg hij het bevel over de 7e Infanteriedivisie te München. In augustus 1936 werd hij bevorderd tot Generalleutnant.
Bij een door hem georganiseerde manoeuvre leerde hij Adolf Hitler persoonlijk kennen. In februari 1938 werd hij tot General der Artillerie bevorderd. Op 1 september 1938 trad Ludwig Beck af als chef van de generale staf en Halder kreeg die post.

## Tweede Wereldoorlog

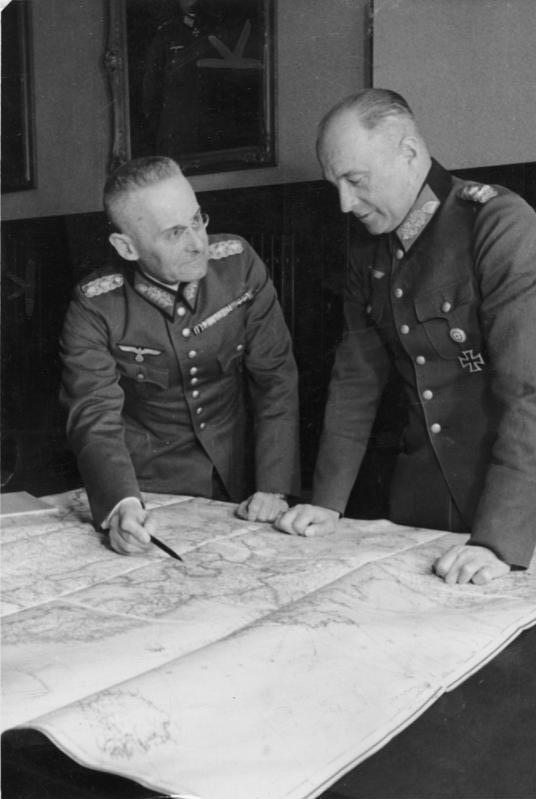
Franz Halder (links) en Walther von Brauchitsch plannen de veldtocht in Polen 1939

Franz Halder werkte bij het begin van de Tweede Wereldoorlog aan alle strategische plannen mee. Voor zijn bijdrage aan de veldtocht tegen Polen ontving hij op 27 oktober 1939 het Ridderkruis van het IJzeren Kruis (Ritterkreuz des Eisernen Kreuzes).
In de winter van 1939/1940, dus voor de Slag om Frankrijk zwoer hij samen tegen Hitler. Hitler wou Frankrijk al in november 1939 aanvallen. De top van de Wehrmacht achtte dit onmogelijk en Walther von Brauchitsch wilde Hitler arresteren als hij het bevel tot die aanval gaf, maar durfde dit niet aan toen hij binnen de generale staf hiervoor onvoldoende steun voelde. Na de veldtocht tegen Frankrijk in 1940 werd Halder bevorderd tot Generaloberst.
Op 25 juni 1940 tekende Halder in zijn dagboek een plan op om de Sovjet-Unie aan te vallen, wat de generale staf goedkeurde. Op 3 juli 1940 gaf hij zijn medewerkers opdracht om dit uit te werken. Onder codenaam "Otto" bestudeerden ze op 25 juli 1940 de wegen en spoorwegen in het oosten. Op 21 juli beval Hitler om de aanval voor te bereiden. Het plan van Halder wilde het Rode Leger in vier tot zes weken met 80 tot 100 divisies in een Blitzkrieg verslaan. Op 5 december 1940 stelde Halder aan Hitler de uitgewerkte plannen van Friedrich Paulus voor. Hij noteerde in zijn dagboek dat de plannen uit te voeren waren. Op 18 december 1940 ondertekende Hitler de Operatie Barbarossa.
Halder was een van de medeopstellers van het beruchte “Kommissarbefehl” van 6 juni 1941, volgens welke civiele en militaire functionarissen van de Communistische Partij in de Sovjet-Unie moesten worden geïdentificeerd en vermoord door het leger, ter plekke of achter het front. Dit alles zonder vorm van proces.

## Ontslag en concentratiekamp
Als gevolg van een meningsverschil met Hitler over de oorlogvoering aan het oostfront werd Halder op 24 september 1942 uit al zijn militaire functies ontheven. Hij werd vervangen door Kurt Zeitzler.
Na de mislukte aanslag op Hitler van 20 juli 1944 door kolonel Claus Schenk Graf von Stauffenberg viel ook de naam van Franz Halder. Onder de nazipraktijk van Sippenhaftung (collectieve bestraffing) werden Halder, zijn vrouw en zijn oudste dochter gearresteerd en in het concentratiekamp Flossenbürg opgesloten. Op 31 januari 1945 werd Halder officieel uit het leger ontslagen. Voor het einde van de oorlog werd Halder naar concentratiekamp Dachau verplaatst en daarna naar Tirol. Halder en zijn vrouw werden op 4 mei 1945 bevrijd. Hij verbleef tot de zomer van 1945 in Amerikaans krijgsgevangenschap in Italië en werd daarna vrijgelaten.

## Na de oorlog

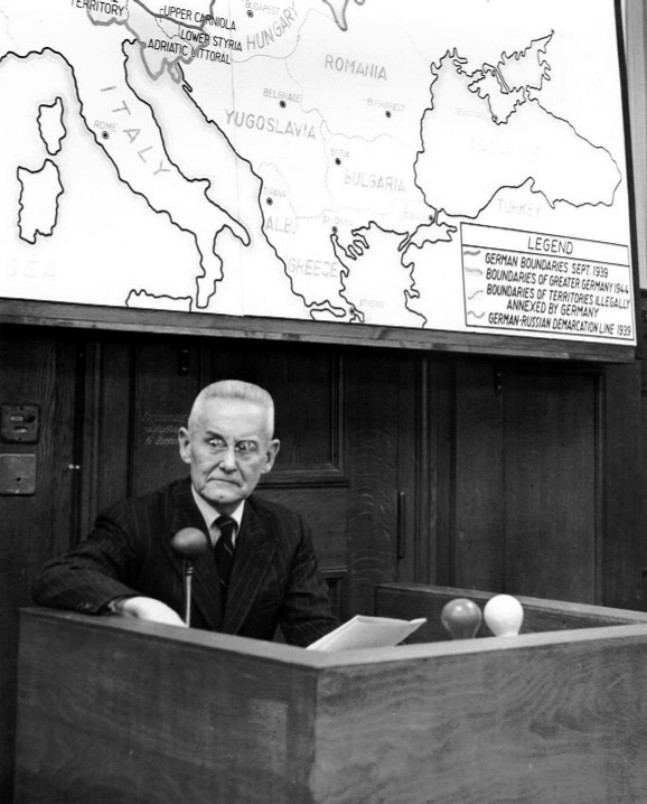
Franz Halder getuigt te Nürnberg

Halder getuigde op de Processen van Neurenberg.
In seinen militärischen Anschauungen fortschrittlicher als Beck, als einen Mann von weiter Sicht, nicht geneigt, Deutschlands Zukunft aufs Spiel zu setzen, und er bescheinigte ihm schließlich auch seinen zäheren Carakter als Brauchitsch.— militair historicus B.H. Liddell-Hart over Franz Halder; geciteerd in: Deutsche Generale des Zweiten Weltkrieges

## Militaire loopbaan
- Fahnenjunker: 14[4] juli 1902[11][8][3]
- Fähnrich: 29 januari 1903[11][5][8][3]
- Leutnant: 9 maart 1904[11][5][8][3]
- Oberleutnant: 7 april 1912[11][5] - 7 maart 1912[8][3]
- Hauptmann: 9 augustus 1915[11][5] (RDA verandert in 8 november 1914)[8][3]
- Major: 17 maart 1924[11][5] (RDA 1 april 1923)[8]
- Oberstleutnant: 1 februari 1929[11][5][8][3]
- Oberst: 1 december 1931[11][5][8][3]
- Generalmajor: 1 oktober 1934[11][5][8][3]
- Generalleutnant: 1 augustus 1936[11][5][12][7][8][3]
- General der Artillerie: 1 februari 1938[5][12][7][8][3]
- Generaloberst: 19 juli 1940[5][6][2][8][3]

## Decoraties
- Ridderkruis van het IJzeren Kruis op 27 oktober 1939 als General der Artillerie en Chef van de General-Staf van het Duitse Leger (Chef des Generalstabes des Heeres)[13][14][5][6][2][8]
- IJzeren Kruis 1914, 1e Klasse[5][6][3] (22 december 1915)[4] en 2e Klasse[3][6][5] (14 september 1914)[15][8]
- Ridder der Eerste Klasse in de Albrechtsorde met Zwaarden[11][5][4] op 8 april 1917[15]
- Orde van Militaire Verdienste (Beieren), 4e Klasse met Zwaarden[11][5][4][8] op 15 december 1914[15]
- Kruis voor Militaire Verdienste, 3e Klasse met Oorlogsdecoratie[11][4] op 6 februari 1918[15][8]
- Ridderkruis in de Huisorde van Hohenzollern met Zwaarden[11][5] op 2 oktober 1918[15][4]
- Erekruis voor Frontstrijders in de Wereldoorlog[8][11][5] op 15 december 1934[15]
- Herhalingsgesp bij IJzeren Kruis 1939, 1e Klasse en 2e Klasse[14][11][5][6][8][3]
- Orde van het Vrijheidskruis (Finland), 1e Klasse met Ster en Eikenloof met Zwaarden[11] op 25 maart 1941[15][14][5][8]
- Grootkruis in de Orde van de Heilige Schatten op 12 augustus 1943[15]
- Orde van Michaël de Dappere, 2e[11] en 3e Klasse op 14 oktober 1941[14][5][8]
- Dienstonderscheiding van Leger en Marine voor (25 dienstjaren)[8][5] op 2 oktober 1936[15][14][11]
- Medaille ter herinnering aan de Thuiskomst van het Memelland op 21 november 1939[15]
- Meritorious Civilian Service Award in november[8] 1961[16][5][17]
- Grootkruis in de Orde van de Kroon (Joegoslavië) op 1 juni 1939[15]
- Anschlussmedaille op 22 mei 1939[15]
- Ereteken van het Duitse Rode Kruis op 19 mei 1939[15]
- Grootkruis in de Orde van de Italiaanse Kroon op 27 augustus 1938[15]

## Publicaties
- Hitler als Feldherr. München : Münchener Dom-Verl., 1949
- Kriegstagebuch : tägliche Aufz. des Chefs des Generalstabes des Heeres 1939-1942. - Stuttgart : Kohlhammer, 1962-1964
  - Band 1. Vom Polenfeldzug bis zum Ende der Westoffensive : 14. August 1939 - 30. Juni 1940
  - Band 2. Von der geplanten Landung in England bis zum Beginn des Ostfeldzuges : 1. Juli 1940 - 21. Juni 1941
  - Band 3. Der Rußlandfeldzug bis zum Marsch auf Stalingrad : 22. Juni 1941 - 24. September 1942